# (17034) Vasylshev
(17034) Vasylshev est un astéroïde de la ceinture principale.

## Description
(17034) Vasylshev est un astéroïde de la ceinture principale. Il fut découvert le 22 mars 1999 à la station Anderson Mesa par le programme LONEOS. Il présente une orbite caractérisée par un demi-grand axe de 2,57 UA, une excentricité de 0,15 et une inclinaison de 8,3° par rapport à l'écliptique.

## Compléments